# Gleviner Straße Nr. 1 (Güstrow)

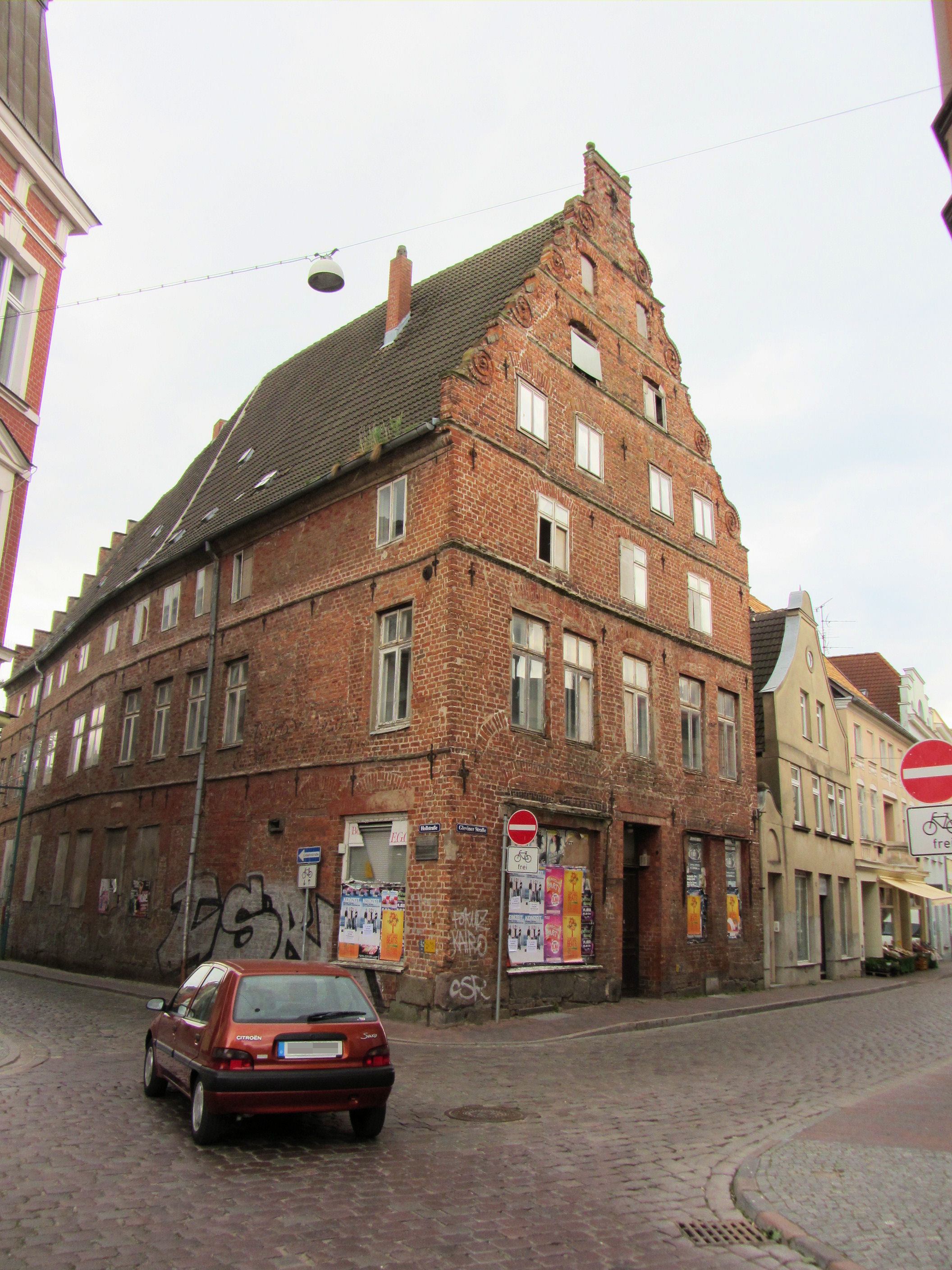

Das Haus Gleviner Straße Nr. 1 in Güstrow-Altstadt, Gleviner Straße, Ecke Hollstraße und am Markt stammt von um 1620 aus der Zeit der Renaissance. Das Gebäude steht unter Denkmalschutz.

## Geschichte

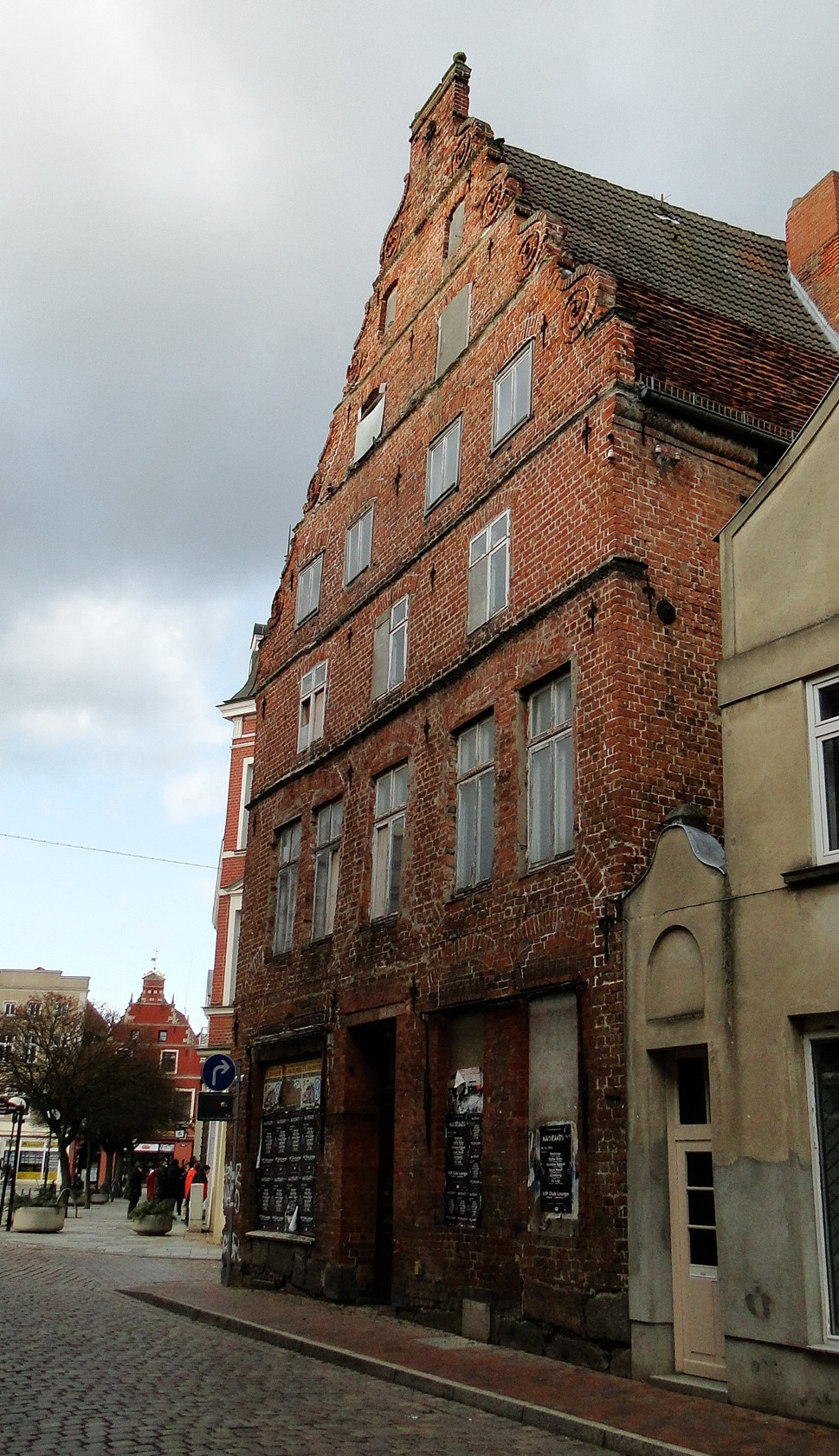

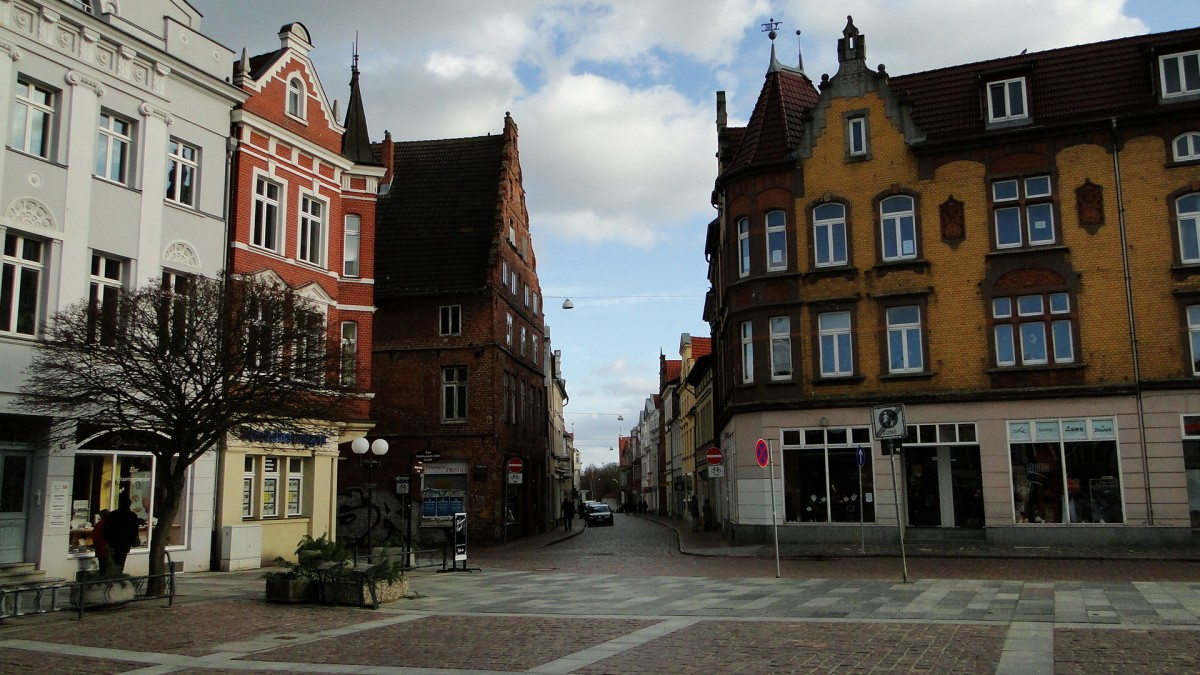
Blick vom Markt

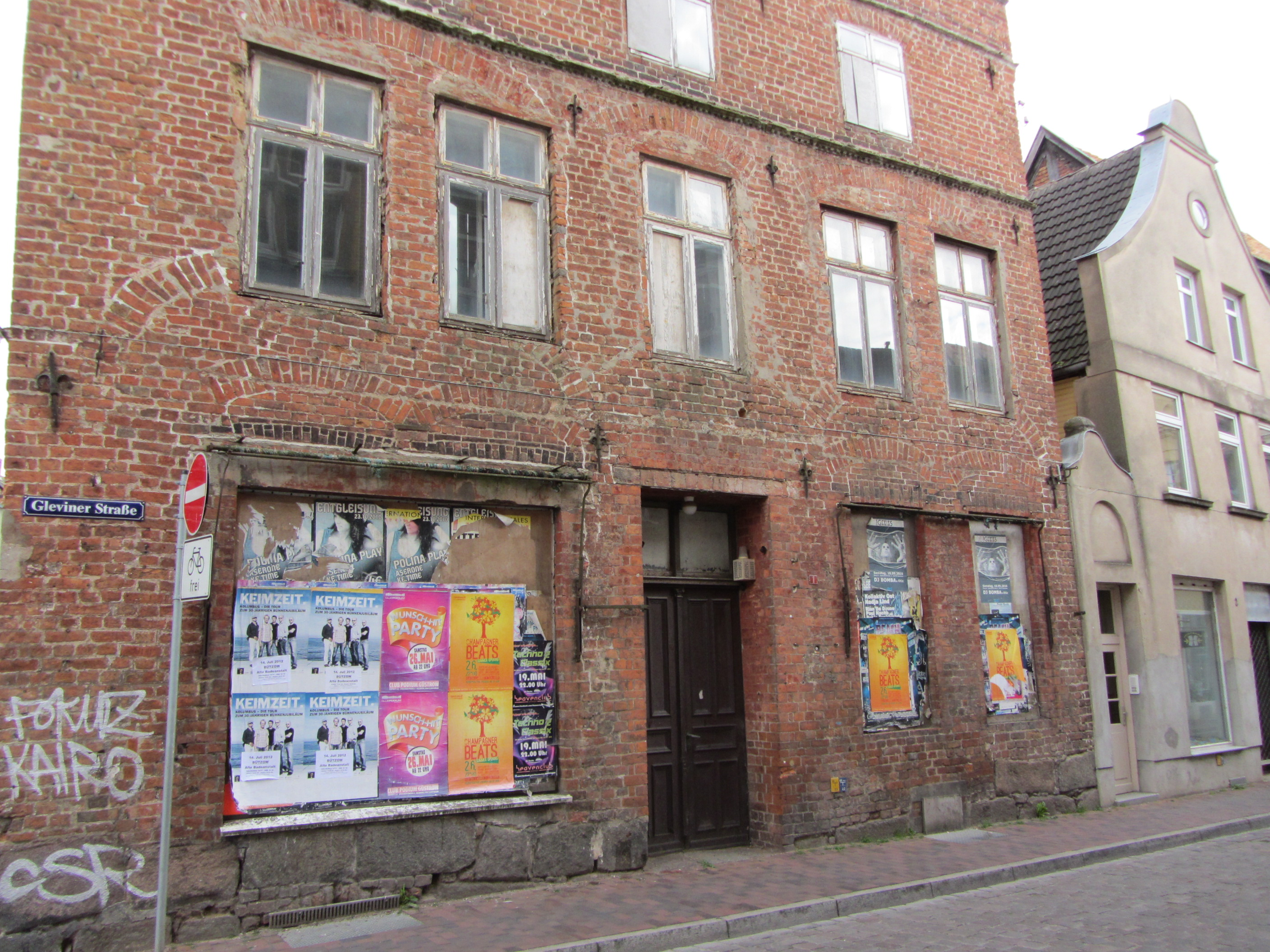

Das dreigeschossige Gebäude wurde in der Zeit der Hochrenaissance gebaut und ist ein Zeugnis der Architektur der Renaissance in Güstrow. Das Gebäude im Stil der Weserrenaissance wurde auf den Mauern eines Fachwerkhauses aus dem 16. Jahrhundert errichtet. Es hat einen verzierten durch vier Gesimse gegliederten Backsteingiebel mit geradem Abschluss und einen rückseitigen einfachen Treppengiebel. An der Hollstraße sind die Bauabschnitte von 1620–1635 erkennbar. Im 17. bis zum 18. Jahrhundert hatte die Fassade eine exklusive, blau gestaltete Bemalung mit ockerfarbenen Ranken. Das Kaufmannshaus gehörte der Familie Neese, die im 18. Jahrhundert einmal einen Bürgermeister (1709–1714) von Güstrow stellte. 1635 erfolgte ein erster Umbau, dem weitere folgten. Der Schaugiebel musste aufgrund von Bauschäden im 18. Jahrhundert erneuert werden. Er erhielt gemauerte Voluten mit Dornaufsätzen; die Aufsätze gingen verloren. Innen blieb die Diele, die barocke Treppe, die halbrunden Ofennischen und ein alter Flaschenzug mit dem hölzernen Lastenrad im Dachgeschoss (Speicher) erhalten. Die Neuausstattung der Säle im EG aus dem 18. Jahrhundert mit einer Wandbespannung mit Phantasiemalereien soll wohl von Hofrat und Bürgermeister (1715–1739) Johann Vick veranlasst sein.
Der Kurfürst von Sachsen und König von Polen August der Starke residierte hier zu Waffenstillstandsverhandlungen im Großen Nordischen Krieg.
Im 19. Jahrhundert war hier eine Bäckerei, für die erhebliche Umbauten stattfanden.
Nach An- und Verkauf des Hauses durch die Stadt und über 20-jährigem Leerstand wurde es von 2017 bis 2019 nach Plänen des Architekten und Geschäftsführers Ulrich Bunnemann für und durch seine Schelfbauhütte Schwerin saniert. Sieben Wohnungen und ein Laden entstanden. Die Backsteinfassade wurde geschlemmt und erhielt einen englischroten Anstrich. Bei der Sanierung wurden aus der Barockzeit des 17. Jahrhunderts Malereien und textile, figurativ bemalte Wandbespannungen mit idealisierten Landschaften entdeckt und restauriert; die Wandbespannungen finden sich nun im Treppenhaus wieder. Auch die bemalten Deckenbalken und Bohlendecke (Ranken und Medaillons) im EG blieben aufgefrischt erhalten. Die Fenster stammen aus der Gründerzeit und haben innenliegende Fensterläden. Ein neuer Dachstuhl musste durch einen Kran aufgesetzt werden.
Das Haus wurde zum Denkmal des Monats September 2017 benannt.
Weitere Renaissancebauten in Güstrow sind u. a.
- das Güstrower Schloss,
- am Domplatz die Domschule Güstrow und das Lühesche Palais
- die Wohnhäuser Domstraße Nr. 2, 10 und 32, Gleviner Straße Nr. 10, Markt Nr. 10 (Ratskeller), Mühlenstraße Nr. 17, 43 und 48 (Derzscher Hof), Schloßstraße Nr. 6

Andere bekannte Bauten der Backsteinrenaissance sind u. a. die Stadtwaage in Bremen (1588), das Alte Rathaus in Norden (1539) und das Wulferthaus in Herford (1560). Zur Weserrenaissance zählen auch Bauten wie das Bremer Rathaus und das Rattenfängerhaus Hameln.